# L’Été indien
L’Été indien – singel śpiewającego po francusku amerykańskiego piosenkarza Joego Dassina z 1975 roku. Utwór został zaadaptowany według pierwowzoru „Africa” (Toto Cutugno, Vito Pallavicini) przez Claude’a Lemesle i Pierre’a Delanoë. Aranżację przygotował Johnny Arthey. Wydawnictwo ukazało się na 7” płycie winylowej zawierającej wykonanie w języku francuskim i włoskim.

## Lista utworów
Opracowano na podstawie materiału źródłowego.
Strona A
1. „L’Été indien (Africa)” – 4:30

Strona B
1. „Africa (L’Estate di San Martino)” – 4:30

## Wersja Mandaryny
Interpretację utworu wykonała polska wokalistka Mandaryna na albumie zatytułowanym Mandaryna.com z 2004 roku. Piosenka posłużyła jako drugi singel z albumu i towarzyszył jej w większości animowany teledysk.